# Oku Yasukata
El conde Oku Yasukata (奥 保鞏  Oku Yasukata?,  5 de enero de 1847-19 de julio de 1930) fue un Gensui (mariscal de campo del Ejército Imperial Japonés) japonés y uno de los más destacados miembros de este a finales del siglo XIX y principios del siglo XX.

## Biografía

### Inicios
Nacido en Kokura (hoy Kitakyūshū) en una familia samurái, cabeza del dominio de Kokura, en la provincia de Buzen. Oku se alistó en las fuerzas militares del dominio cercano de Chōshū, en su lucha, durante la Guerra Boshin, por el derrocamiento del Shogunato Tokugawa y facilitar la Restauración Meiji.

### Carrera militar
Con un nombramiento de oficial de mando, en el nuevo Ejército Imperial Japonés, Oku luchó contra los insurgentes durante la Rebelión Saga de 1871. Más tarde, fue uno de los participantes de la Expedición a Taiwán de 1874. Durante la Rebelión Satsuma, defendió el castillo de Kumamoto, durante su asedio como comandante del 13.º Regimiento de Infantería.
Durante la primera guerra sino-japonesa, Oku tomó el mando (dejado por el general Nozu Michitsura) de la 5.ª División del 1.er Ejército Japonés. Más tarde, fue, sucesivamente, jefe de la Guardia Imperial de Japón y gobernador general para la defensa de Tokio. Fue elevado al título de danshaku (barón) del sistema de nobleza kazoku en 1895, y fue promocionado a general de Ejército en 1903.
Durante la guerra ruso-japonesa, Oku fue al frente como comandante general del 2.º Ejército Japonés y fue notable el papel que desempeñó en las batallas de Nanshan, Río Sha-ho, Mukden, y en otras campañas.
En 1906, Oku recibió la Orden del Milano de Oro de 1.ª clase, y fue elevado de barón a hakushaku (conde) en 1907. En 1911, recibió el gran grado honorario de mariscal de campo.
Oku rechazó el asistir a conferencias sobre estrategia y mando y, por ello, se ganó la reputación de ser, al mismo tiempo, un lobo solitario y un brillante táctico capaz de realizar acciones independientes. No obstante, de hecho, la renuencia de Oku a asistir a las conferencias de mando era debida a su parcial sordera y a su inhabilidad para comprender y contribuir en las discusiones.

### Fin de sus días
Oku no estaba en absoluto interesado en política, y vivió en virtual retiro tras la guerra. Su muerte, en 1930, sorprendió a mucha gente que pensaba que ya había muerto hacia años.

### Libros
- Craig, Albert M. Chōshū in the Meiji Restoration. Cambridge: Harvard University Press, 1961.
- Dupuy, Trevor N. (1992). Encyclopedia of Military Biography. I B Tauris & Co Ltd. ISBN 1-85043-569-3.
- Harries, Meirion (1994). Soldiers of the Sun: The Rise and Fall of the Imperial Japanese Army. Random House. ISBN 0-679-75303-6.
- Keane, Donald (2005). Emperor Of Japan: Meiji And His World, 1852-1912. Columbia University Press. ISBN 0-231-12341-8.
- Paine, S.C.M. (2003). Sino-Japanese War of 1894-1895: Perception, Power, and Primacy. Cambridge University Press.
- Jukes, Geoffry (2002). The Russo-Japanese War 1904-1905. Osprey Essential Histories. ISBN 9-78184-17644-67.